# روجر لوران
روجر لوران هو سائق سيارة سباق ومهندس بلجيكي، ولد في 21 فبراير 1913 في لياج في بلجيكا، وتوفي في 6 فبراير 1997 في أوكَل في بلجيكا.